# کالیکتوس سوم

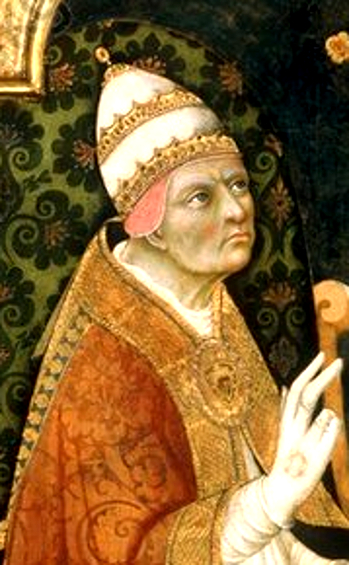

پاپ کالیستوس سوم (به انگلیسی: Callixtus III) ( تولد:۳۱ دسامبر ۱۳۷۸ - درگذشت: ۶ اوت ۱۴۵۸ ) یکی از پاپ‌های کلیسای کاتولیک رم بود که در اسپانیا به دنیا آمد و از ۱۴۵۵ تا ۱۴۵۸ میلادی پاپ بود.